# Luca Aquino
Pour les articles homonymes, voir Aquino (homonymie).
Luca Aquino est un trompettiste et compositeur italien né le 1er juin 1974.

## Biographie
Né à Bénévent, dans le sud de l'Italie, il était principalement autodidacte quand il a commencé à jouer de la trompette à l'âge de dix-neuf ans. Pendant deux ans, il a abandonné la pratique de l'instrument pour obtenir un diplôme en économie. L'amour pour le son de Miles Davis et Chet Baker le ramène à l'étude de la trompette et l'amène à se consacrer entièrement à la musique. En 2007 Universal Music a publié son premier album en tant que leader "Sopra Le Nuvole" et un an plus tard, il a enregistré "Lunaria", avec comme invité Roy Hargrove et Maria Pia De Vito, pour lequel il a remporté le prix "Top Jazz" par le magazine italien Musica Jazz.
En 2009, il a enregistré dans l'ancien bain turc de Skopje (Macédoine) "Amam", puis "TSC" dans une église aux Pays-Bas. En 2010, il a enregistré "Icaro Solo", un projet pour solo trompette et électronique enregistrés dans une église de Bénévent. Après la création du Riverberi festival, il a initié des collaborations avec des musiciens et des artistes; y compris Mimmo Paladino qui a conduit à l'enregistrement de "Chiaro" , un album en trio avec une section rythmique norvégienne et avec comme invité spécial Lucio Dalla.
En 2012, après un projet live majeur avec Jon Hassell, il rejoint le quatuor de Manu Katché sur un tour du monde et participe à l'enregistrement de deux albums pour le label ACT Music. En 2013, avec l'accordéoniste Carmine Ioanna enregistre "aQustico" pour Tuk Music. 2015 est l'année de son septième album en tant que leader du groupe: "OverDOORS", un hommage personnel à son groupe préféré, The Doors. En décembre ici à 2015, il travaille en collaboration avec l'Association de l'Orchestre national jordanien sur un projet d'enregistrement de la musique dans le site archéologique de Pétra. Les réverbérations naturelles du site archéologique généré lors de l'exécution font partie intégrante de l'enregistrement. Le projet a été rendu possible grâce au soutien de UNESCO Office Amman, Petra Development Tourism Region Authority et de Talal Abu-Ghazaleh Organization (TAG-Org). Une initiative promue dans la campagne mondial UNESCO#UNITE4HERITAGE, lancé par la défense du patrimoine artistique et culturel. Après avoir dirigé le Festival de jazz de Pouzzoles et Bari Jazz, il a participé à l’évènement “Manu & friends”, le 7 avril 2016, partageant l’affiche de l’Olympia à Paris avec Sting, Richard Bona, Noa, Stephan, Raul Midon et Tore Brunborg . 2016 est également l’année de la production et de la commercialisation de la trompette signée “Aquino”, fabriquée à la main par l’artisan hollandais Hub Van Laar, sur la base du style musical de Luca.

## Style
Ses influences musicales sont enracinées dans les premières pièces de Baker et Davis,, mais aussi dans le Rock de The Doors, AC / DC dans le Jefferson Airplane , Muddy Waters, Little Steven et se reflètent dans des projets allant entre différents genres musicaux, y compris le jazz, le hip hop et le grunge. Il est connu pour sa recherche musicale sur le son naturel, l'utilisation de l'électronique et sa passion pour l'expérimentation musicale dans des lieux insolites,

## Discographie sélective
Leader
- Luca Aquino & Jordanian National Orchestra Petra (Talal Abu-Ghazaleh International Records 2016)
- OverDOORS - (Tùk Music & Bonsai Music, 2015)
- Rock 4.0 '- (Musica Jazz, 2014)
- aQustico - (Tuk Music & Bonsai Music, 2013)
- Chiaro guest. Lucio Dalla - (Tuk Music, 2011)
- Icaro Solo - ( Universal Music, 2010)
- Lunaria - (Universal Music, 2009)
- Sopra le nuvole - (Universal Music, 2008)

Sideman
2016
- Paolo Fresu - Around Tùk - Espresso Editore
- Autor de Chet - Verve Music
- Manu Katchè - Unstatic - Anteprima Production
- Vesevus - Egea

2015
- Planet E - Parco della Musica
- Jano 4et - Via Veneto Jazz
- Fortitho - 12 Lune
- Manu Katché - M
- Matthieu Borè - Naked Songs (Bonsai Music)

2014
- Manu Katché -  Live in Concert - (Act Music)
- My Summer Jazz - (Bonsai Music)
- Carmine Ioanna - Solo - (Bonsai Music)
- La Sardegna - (Chi_Ama)
- Niccoló Faraci - It Came To Broadcast The Yucatan - (Auand)
- Nina Pedersen - Sweet Morning
- Piero Delle Monache - Thunupa – (Auand)

2013 
- Lucio Dalla - Dalla in jazz - (Sony Music)
- Lucio Dalla - Qui dove il mare luccica - (Sony Music)
- Joe Barbieri - Chet Lives! - (Le Chant Du Monde)
- Stefano Costanzo - Tricatiempo - (Auand)
- Chaos Conspiracy - Who The Fuck Is Elvis? - (Overdub Recordings)
- Swedish Mobilia - Did you hear something - (Leo Records)
- Mas en Tango - Alma - (Picanto Records)
- Il Pentagramma della Memoria

2012
- Giovanni Francesca - Genesi - (Amanda)
- Jano Quartet - Distante - (Via Veneto Jazz)
- Gianni De Nitto - Remixin Standard - (Universal Music)
- Lucio Dalla - Qui dove il mare luccica - (Sony Music)
- The Italian Jazz Job - (Universal Music)
- Giovani in tour - (Musiclive/Ismez)
- La Costituente - Per quanto vi prego - (Altipiani)
- Mariella Nava - Come un amore - (Edel)

2011
- Omparty Petra Janca - (Label Picanto Records)
- Cherillo meets Aquino Soffice (Piquant)
- Marco Bardoscia The dreamer (My Favorite Records)
- The Skopje connection meets Ernst Reijseger - (Losen Record)

2010
- Pieluigi Villani - Tempus Transit - (Universal Music)
- The Skopje Connection - Amam - (EEG)
- Remo Anzovino Igloo- (Egea 2010)
- Chaos Conspiracy - (Warner Chappell Music Italiana|Warner Chappel)
- Rita pacilio - Se io fossi luna - (Splash Record)
- Aquino - Live Proposals
- Chaos Conspiracy - “Indie Rock Makes ME Sick” - (Mondadori)

2009
- Ghemon Beleave (Digital Record)
- Marco Zurzolo Migranti - (Egea)
- Gentile Giovanni - (Mike day 2)
- Omparty e Leon Pantarey L’isola della pomice - (Picanto Records)
- Fabrizio Savino feat. Luca Aquino Metropolitan Prints (Alfamusic)

2008
- Omparty - L’isola della pomice - (Picanto Record)
- Rosso Rubino -Tecniche di approccio - (Altipiani)

2007
- Giuseppe Del Re - Sings Cole Porter - (Abeat Record)

2006
- Leo Quartieri - Bambimbi Viaggi nel mondo (Leo Records)

2005
- Live in BN with Chuck Findley – (Riverberi)

2004
- Eight caught planning - (Time in Jazz Record)
- Wide 5et - Meet me in Sardinja - (Splash Music)